# Djask
Djask (en persan : جاسک, en baloutchi : جاشک, Jāsk), aussi appelée Bandar-e Jask (en persan : بَندَرِ جاسک, en baloutchi: بندن ءِ جاشک, Bandar-e Jāsk) est une ville et la capitale de la préfecture de Djask dans la province de Hormozgan en Iran.
Djask est une ville portuaire, à environ 1 690 kilomètres au Sud de Téhéran, sur le golfe d'Oman. Elle est notamment dotée d'un aéroport (IATA: JSK, ICAO: OIZJ).

## Base militaire
En octobre 2008, l'Iran annonce l'ouverture d'une base militaire de la marine iranienne dans le port de Djask. À cette occasion, l'amiral en chef de la marine iranienne Habibollah Sayyari affime que cette base permettrait à l'Iran de bloquer l'entrée d'un "ennemi" dans le Golfe.

## Terminal pétrolier
Un projet de construction d'un terminal pétrolier à l'Ouest de la ville a été lancé depuis 2012,. L'activité du port est prévue pour démarrer en mars 2021.
Ce terminal constituerait l'extrémité Sud du pipeline Neka-Djask, dont la construction est en cours en 2020 et qui permettrait de relier la mer Caspienne au golfe d'Oman.